# Hrabstwo Tuscarawas
Hrabstwo Tuscarawas (ang. Tuscarawas County) – hrabstwo w stanie Ohio w Stanach Zjednoczonych. Obszar całkowity hrabstwa obejmuje powierzchnię 571,48 mil2 (1480,14 km²). Według danych z 2010 r. hrabstwo miało 92 582 mieszkańców. Hrabstwo powstało 15 marca 1808 roku, a jego nazwa pochodzi z języka Indian Delaware tłumaczonej jako stare miasto lub otwarte usta.

## Sąsiednie hrabstwa
- Hrabstwo Stark (północ)
- Hrabstwo Carroll (północny wschód)
- Hrabstwo Harrison (południowy wschód)
- Hrabstwo Guernsey (południe)
- Hrabstwo Coshocton (południowy zachód)
- Hrabstwo Holmes (północny zachód)

## Miasta
- Dover
- New Philadelphia
- Uhrichsville

## Wioski
- Baltic
- Barnhill
- Bolivar
- Dennison
- Gnadenhutten
- Midvale
- Mineral City
- Newcomerstown
- Parral
- Port Washington
- Roswell
- Stone Creek
- Strasburg
- Sugarcreek
- Tuscarawas
- Zoar

## CDP
- Dundee
- Sandyville